# Симуламбукский договор
Симуламбукский договор (порт. Tratado de Simulambuco) — договор, подписанный 1 февраля 1885 года между Португалией и туземными представителями африканского королевства Нгойо. Португалию представлял Вильгельме Аугусто де Брито Капелло, исполняющий обязанности капитана-лейтенанта ВМС страны и командир корвета «Королева Португалии». Туземные интересы представляли местные князьки королевства Нгойо.

## Условия
Согласно договору данная территория получила название протекторат Кабинда. Статус протектората, а не колонии, отличал Кабинду от Анголы, расположенной за рекой Конго. Соответственно этому, туземное население Кабинды сохранило больше прав и свобод по сравнению с португальскими подданными в Анголе. По договору, Португалия обязалась сохранять целостность территории протектората, а также уважать привычки и обычаи населения Кабинды.
Впрочем, статус протектората продержался недолго, так как уже 30 апреля 1885 года члены Берлинской конференции договорились о передаче отрезка земли на северном берегу реки Свободному государству Конго взамен на ряд территорий, отошедших к Португалии в северо-восточной части Анголы. В результате новой перекройки границ Кабинду от Анголы теперь отделяла не только река Конго, но и участок суши к северу от реки. Кроме этого, члены конференции признали полное право Португалии на владение оставшейся частью территории Кабинды, а также закрепили за последней новый статус колонии Португальское Конго, которое сохранялось до административно-территориальной реформы 1920 года, согласно которой Португальское Конго (Кабинда) стала неотъемлемой частью колонии Ангола.